# Воскресенский, Павел Иванович
Павел Иванович Воскресенский (23 декабря 1894, Симбирск — 23 мая 1972, Томск) — военный деятель, участник Первой мировой войны, Гражданской войны в России и Великой Отечественной войны, гвардии генерал-майор.

## Биография

### Довоенный период
Павел Иванович Воскресенский родился 23 декабря 1894 года в Симбирске в семье потомственных священнослужителей. Однако уже его отец, Иван Васильевич Воскресенский, несмотря на духовное образование, предпочел гражданскую службу и в последние годы своей жизни работал делопроизводителем Симбирской земской управы; скончался в Симбирске в 1916 года. Его жена, Анна Исааковна, пережила его на 29 лет и умерла в возрасте 80 лет в Краснодаре, куда впоследствии переехала семья.
Начав своё обучение в Симбирской классической гимназии, из-за материальных трудностей этой многодетной семьи (в семье имелось 8 детей), был вынужден продолжить обучение в Симбирском ремесленном училище, с четвёртого класса зарабатывая себе на учёбу репетиторством.
Сразу после окончания реального училища (28 апреля 1915 года) был призван в Русскую императорскую армию и направлен на дальнейшее обучение в Виленское военное училище (Вильна, ныне Вильнюс), поступив в него в качестве юнкера 1 мая 1915 года и окончив его 1 сентября того же года по ускоренной программе обучения военного времени (Русско-германская война). В октябре 1915 года он был произведён в чин прапорщика и в ноябре 1915 года с маршевой ротой направлен на Северный фронт в район г. Двинска (в настоящее время Даугавпилс).

### Первая мировая война

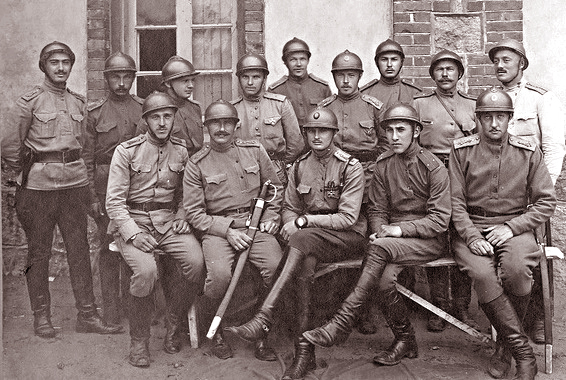
Подпоручик П. И. Воскресенский (2-й справа в переднем ряду), Бородинский 68-й пехотный полк, 1916 год.

С ноября 1915 года по декабрь 1916 года был командиром роты Бородинского 68-го пехотного полка. В феврале 1916 года был произведён в чин подпоручика, в июне 1916 — поручика, декабре 1916 — штабс-капитана. Кавалер Ордена Святого Станислава 3 степени (с мечами). При реорганизации армии в декабре 1916 был назначен командиром батальона 730-го пехотного Городечненского полка 183-й пехотной дивизии при 19-м армейском корпусе. На Северном фронте участвовал в боях под городами Иллукст (ныне Илуксте, Латвия), Якобштадт (в настоящее время Екабпилс), Крейцбург (ныне Крустпилс), на сильно укреплённых позициях немецких войск «Золотая горка», «Фердинандов нос» (фронтовые названия), во взятии острова Глаудан на Западной Двине (Даугаве).
Во время Октябрьской революции находился в Городечненском полку в должности командира батальона, являлся членом дивизионного комитета солдатских депутатов, на выборной основе исполнял обязанности командира полка по январь 1918 года. Вёл агитационную работу против Временного правительства, руководил созданием добровольческих отрядов из солдат полка для Красной Армии и их отправкой в Петроград.

### Гражданская война
5 июня 1918 года добровольно вступил в ряды 1-й Восточной Революционной Армии под командованием М. Н. Тухачевского. В годы гражданской войны в должности начальника оперативного отдела, а затем начальника штаба 20-й Пензенской стрелковой дивизии, начальника штаба Стерлитамакской группы войск Восточного фронта, командира 142-го стрелкового полка, а затем — 3-й стрелковой бригады 16-й стрелковой дивизии (1-го формирования), а также командира 2-й стрелковой бригады 1-й Донской дивизии и 3-й стрелковой бригады 2-й Донской дивизии (см. фото), отстаивал Советскую власть в борьбе с Колчаком, Врангелем, Деникиным, Махно на Восточном, Южном и Кавказском фронтах.

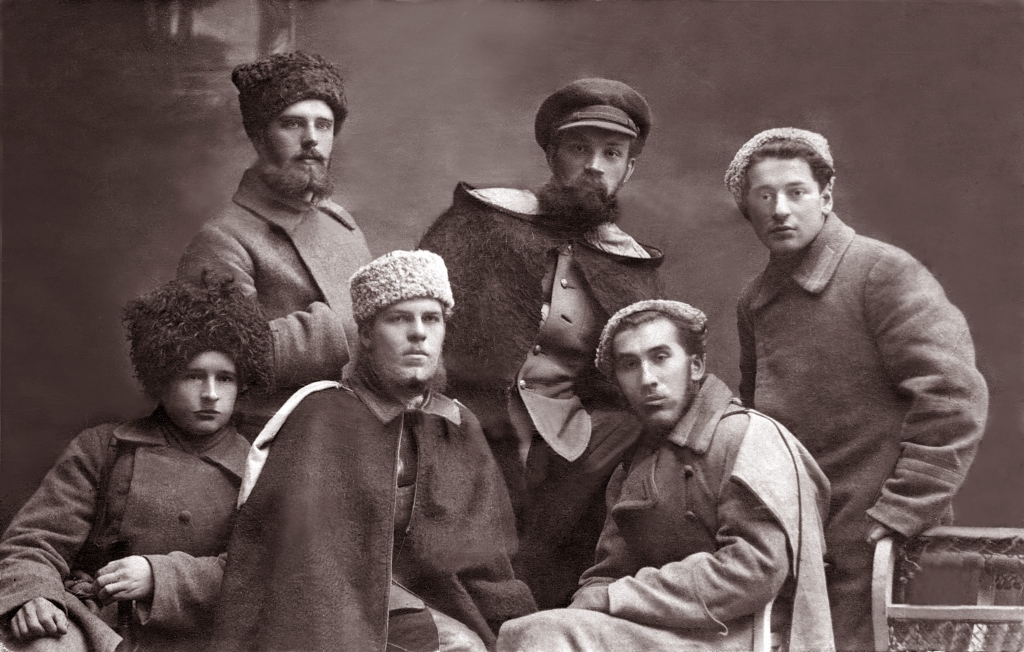
Комбриг П. И. Воскресенский (первый справа в переднем ряду), Мариуполь, 1920 год.

Участвовал в проведении Сызрань-Самарской (сентябрь-октябрь 1918 года), Ростово-Новочеркасской (январь 1920 года), Тихорецкой (февраль 1920 года), Кубано-Новороссийской (март 1920 года) операций, — освобождении Сызрани, Белебея (ноябрь 1918 года), Стерлитамака (декабрь 1918 года и май 1919 года), Новочеркасска, Орска и многих других городов. Принимал участие в боях за Оренбург, захвате Авзяно-Петровского, Качинского, Белореченского заводов в Уральских горах (январь-февраль 1919 года), освобождении Ростова-на-Дону (январь 1920 года), сражениях с отрядами IV конного корпуса генерала Мамонтова, разгроме врангелевского десанта полковника Назарова (июль 1920 года), уничтожении Улагаевского десанта в районе станицы Ольгинская (август 1920 года), освобождении Мариуполя, Мелитополя (ноябрь 1920 года), Геническа и подавлении банд Махно в Донской области и на Украине до заключения перемирия под Старобельском (ноябрь 1920 года). После реорганизации Красной Армии в сентябре 1921 года был назначен командиром учебно-кадрового полка 22-й стрелковой дивизии (г. Краснодар), с которым участвовал в операциях по ликвидации белогвардейских банд и подавлении Кубанской повстанческой армии генерала Пржевальского на Кубани и Северном Кавказе.
Был дважды представлен к награждению орденом Красного Знамени, за освобождение г. Орска и станицы Ольгинская (этот материал хранился в делах 16-й стрелковой им. В. И. Киквидзе дивизии и 8-й армии и был захвачен белогвардейскими войсками при отходе 8-й армии под Ростовом).

### Межвоенный период

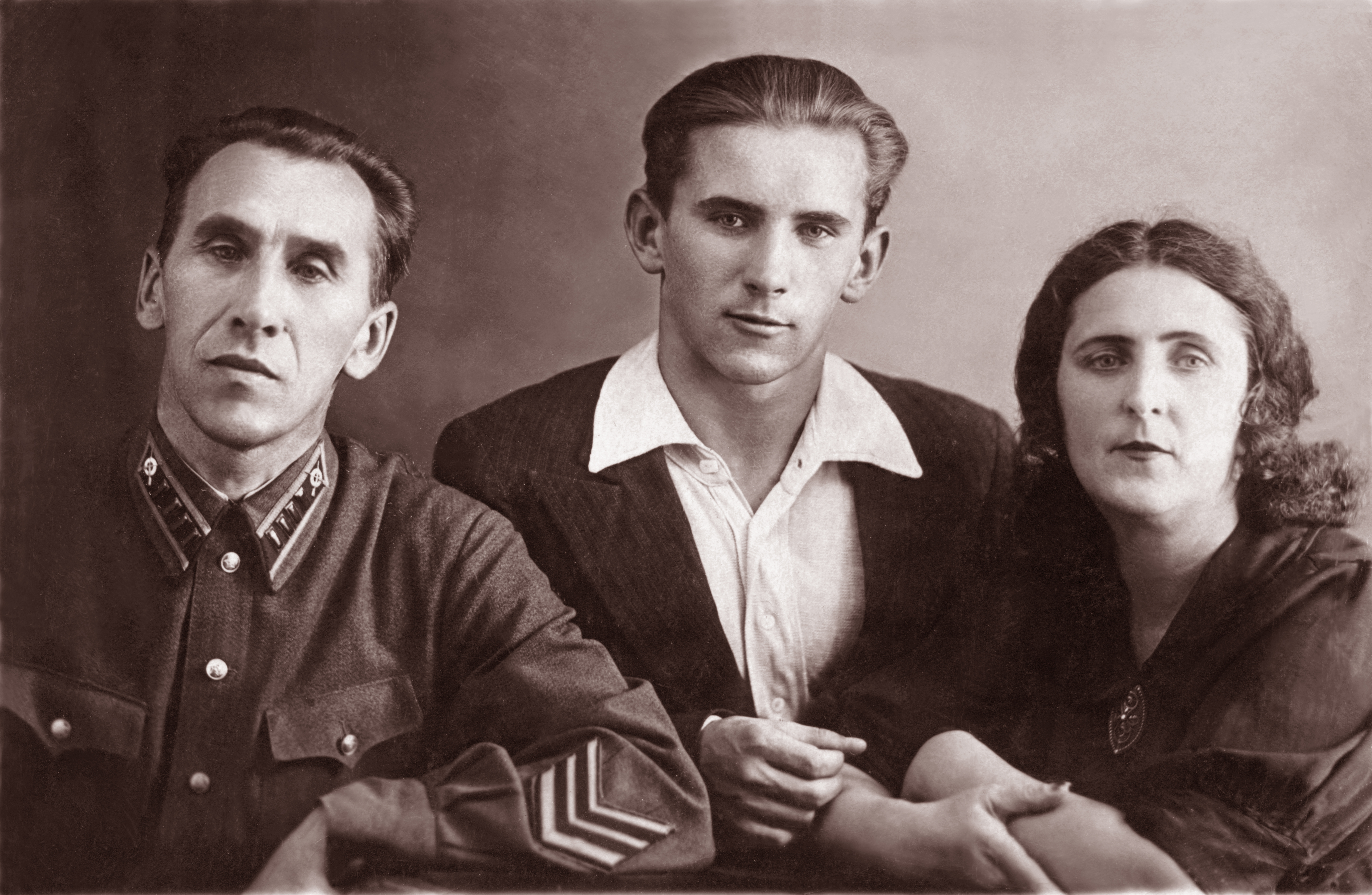
Полковник П. И. Воскресенский с семьёй, Краснодар, июнь 1941 года.

С июня 1922 года — командир 66-го стрелкового полка 22-й стрелковой Краснодарской дивизии, дислоцировавшейся Краснодаре, с января 1923 года командовал 27-м стрелковым полком 9-й стрелковой Донской дивизии. С октября 1924 года — старший помощник начальника оперативной части в штабе 22-й стрелковой дивизии (Краснодар). С сентября 1926 года — помощником командира 221-го Черноморского стрелкового полка 74-й стрелковой Таманской дивизии (город Новочеркасск). С сентября 1929 года — командир 66-го стрелкового полка 22-й стрелковой дивизии (город Краснодар). С февраля 1933 года — командир 221-го стрелкового полка 74-й стрелковой дивизии в Краснодаре.
В 1930 году окончил стрелково-тактические курсы усовершенствования командного состава РККА «Выстрел». В 1936 году ему было присвоено воинское звание «полковник» (приказ НКО за № 736). В 1936 и 1937 годах был дважды награждён Наркомом обороны именными часами, 1938 году (24.01.38) — медалью «XX лет РККА». Подвергся репрессии в связи с «Делом» Тухачевского. Был арестован 7 февраля 1938 года органами НКВД Краснодарского края и обвинён по ст. ст. 58-1, п. б, 58-8 УК РСФСР. 15 мая 1940 года освобождён в связи с прекращением дела. В мае 1941 года был восстановлен в кадрах РККА.

### Великая Отечественная война
В годы Великой Отечественной войны принимал активное участие в разгроме фашистских войск на Закавказском, 2-м и 3-м Украинском фронтах, в составе Южной группы войск в должности командира 26-й запасной стрелковой Алтайской бригады, зам. командира 69-й гвардейской стрелковой Звенигородской дивизии, командира 21-й стрелковой и 20-й механизированной Пермской дивизий. Участвовал в Битве за Кавказ, Моздок-Малгобекской оборонительной, Северо-Кавказской наступательной операциях (август 1941 — сентябрь 1942 года). Награждён медалью «За оборону Кавказа» (01.05.44). С июля 1943 года — слушатель Особого курса при Высшей военной академии им. К. Е. Ворошилова. После освобождения Кировограда в результате Кировоградской наступательной операции в январе 1944 года назначен начальником гарнизона Кировограда, занимался очисткой тыла от диверсионных групп. С июня 1944 года — зам. командира 69-й гвардейской стрелковой дивизии. До июля 1944 года вёл бои под городом Оргеев (Бессарабия), участвовал в его освобождении, затем был переброшен в район города Яссы.
С июля 1944 года по февраль 1945 года в должности заместителя командира 69-й гвардейской стрелковой дивизии в составе 52-й армии (командующий — генерал-полковник К. А. Коротеев) принимал участие в Ясско-Кишинёвской операции — прорыве немецкой обороны западнее города Яссы, боях за взятие городов Яссы, Роман, Бакэу, Бузэу, Васлуй, разгроме и ликвидации Ясско-Кишинёвской группировки немецко-румынских войск в районе Пошта-Элан (вблизи г. Васлуй, Восточная Румыния). Был награждён двумя Орденами Красного Знамени (15 сентября и 3 ноября 1944 года). С сентября 1944 года — член КПСС (партбилет № 01135388). В сентябре 1944 года 69-я гвардейская стрелковая Звенигородская дивизия получила почётное наименование Краснознаменной и была передислоцирована в район города Луцка, где вошла в состав 4-й гвардейской армии (командующий — генерал армии Г. Ф. Захаров), откуда была переброшена в Румынию и маршем вышла к городу Мохач (Венгрия). В декабре её части в составе 4-й гвардейской армии 3-го Украинского фронта вели бои юго-восточнее озера Балатон и наступали в направлении Будапешта. В январе 1945 года П. И. Воскресенский был назначен командиром Балатонской группы войск, 11 февраля 1945 года — командиром 21-й стрелковой Пермской Краснознамённой дивизии, прибывшей в начале 1945 года на 3-й Украинский фронт (командующий — маршал Ф. И. Толбухин). Участвовал в Будапештской стратегической операции, награждён медалью «За взятие Будапешта» и Орденом Ленина (21 февраля 1945 года).

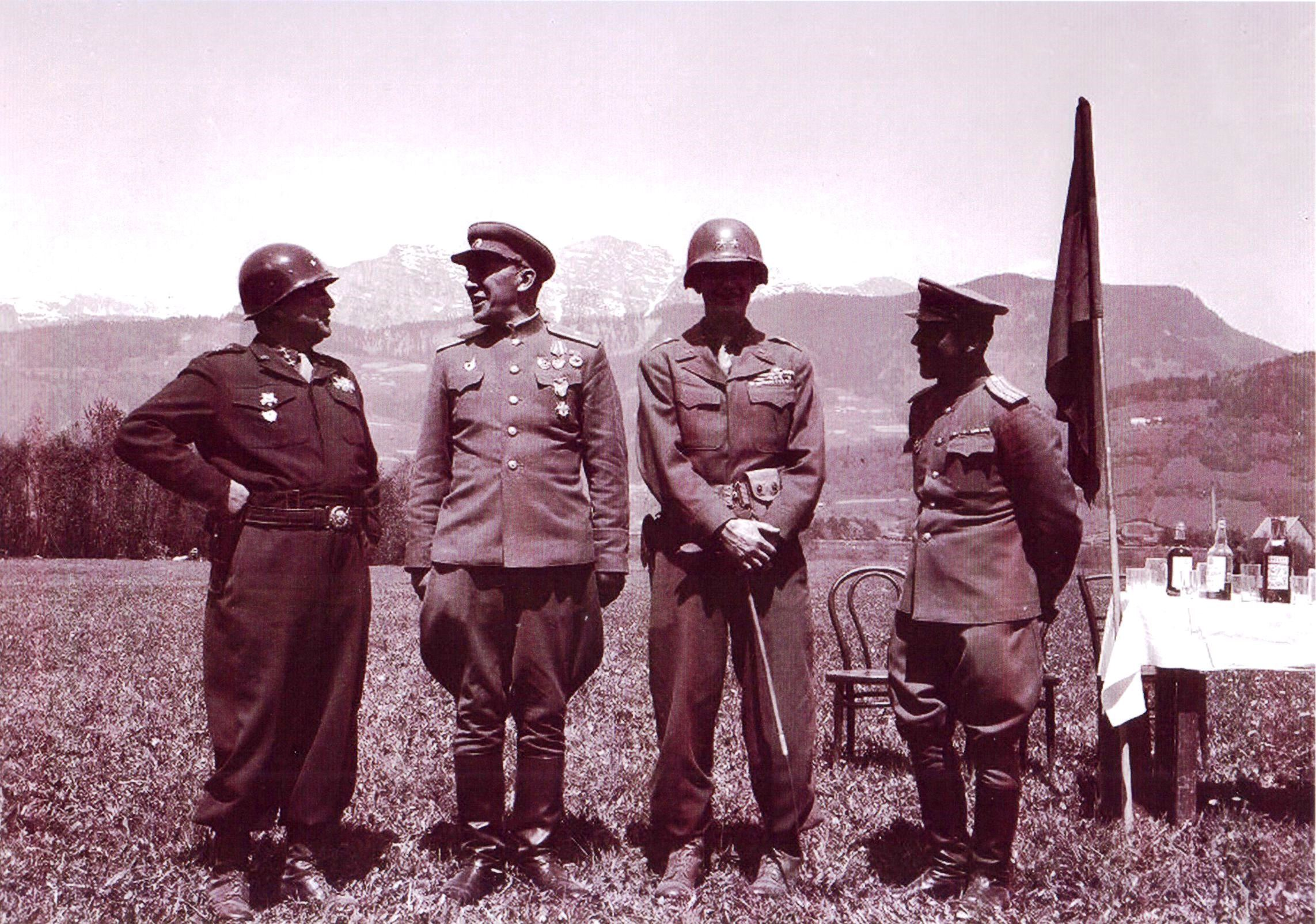
Генералы Уолтон Гаррис Уокер, Павел Иванович Воскресенский и Хорас Л. Макбрайд (слева направо) во время встречи 11 мая 1945 года.

С февраля по октябрь 1945 года в должности командира 21-й стрелковой дивизии (26-я армия, командующий — генерал-лейтенант Н. А. Гаген) принимал участие в Балатонской стратегической операции, Венской наступательной операции и Грацско-Амштеттенской наступательной операции: боях в районе городов Веспрем, Сомбатель (Венгрия), прорыве немецкой обороны в районе Калоза (16 марта 1945 г.), форсировании канала Шарвиз. В апреле 1945 участвовал в прорыве обороны немецкой армии у городов Глогниц, Пайербах, Рах-ам-Хохгебирге, Земмеринг (Нижняя Австрия), ведении боёв в условиях сильно пересечённой горно-лесистой местности в Высоких Альпах, а также в продвижении в направлении населённых пунктов Брукк-ан-дер-Мур, Леобен, Кальванг (Штирия) и далее с захватом большого числа живой силы и техники (порядка 10 тыс. пленных, 700 автомашин, 100 орудий; аэродрома и 200 самолётов у г. Цельтвег). 19 апреля ему было присвоено звание «Генерал-майор», 9 мая был награждён медалью «За победу над Германией в Великой Отечественной войне 1941—1945 гг.».
11 мая 1945 года произошла встреча передовых частей 26-й армии (9-й гвардейской танковой бригады и 21-й гвардейской стрелковой дивизии) с передовыми частями американских войск (80-й пехотной и 9-й бронетанковой дивизиями 20-го корпуса 3-й армии генерала Дж. С. Паттона, мл.) вблизи города Лицен (Liezen). Состоялось водружение советского флага на мосту Рётельбрюке через реку Энс (Enns) и вручение генерал-майору П. И. Воскресенскому американского ордена «Легион Почёта». Начато формирование советской зоны восточнее реки Энс, наряду с американской, британской, болгарской и югославской зонами федеральной земли Штирия (столица — город Грац) с демаркационной линией по реке Энс. 24 июля 1945 года военное управление Штирией было передано британским союзным войскам, а дивизия переброшена к 5 августа через Австрию и Венгрию в Румынию, район города Питешти.
С августа 1945 по июль 1947 года находился в составе Южной группы войск, ЮГВ (командующие: маршал Ф. И. Толбухин, с 15.06.45 по 16.01.47, и генерал-полковник В. Д. Цветаев, с 17.01.47 по 20.12.47). 31 октября 1945 года был назначен командиром 20-й механизированной Пермской Краснознамённой дивизии (переформированная 21-я стрелковая дивизия) в составе 104-го стрелкового корпуса 57-й общевойсковой армии ЮГВ (командующий армией — генерал-полковник С. С. Бирюзов) — дислокация в городе Тимишоара. 10 июня 1946 года 57-я общевойсковая армии была реорганизована в 9-ю механизированную армию ЮГВ (командующий армией — генерал-полковник Плиев И. А.), а дивизия передислоцирована в города Арад и Липова (уезд Арад).

### Послевоенный период

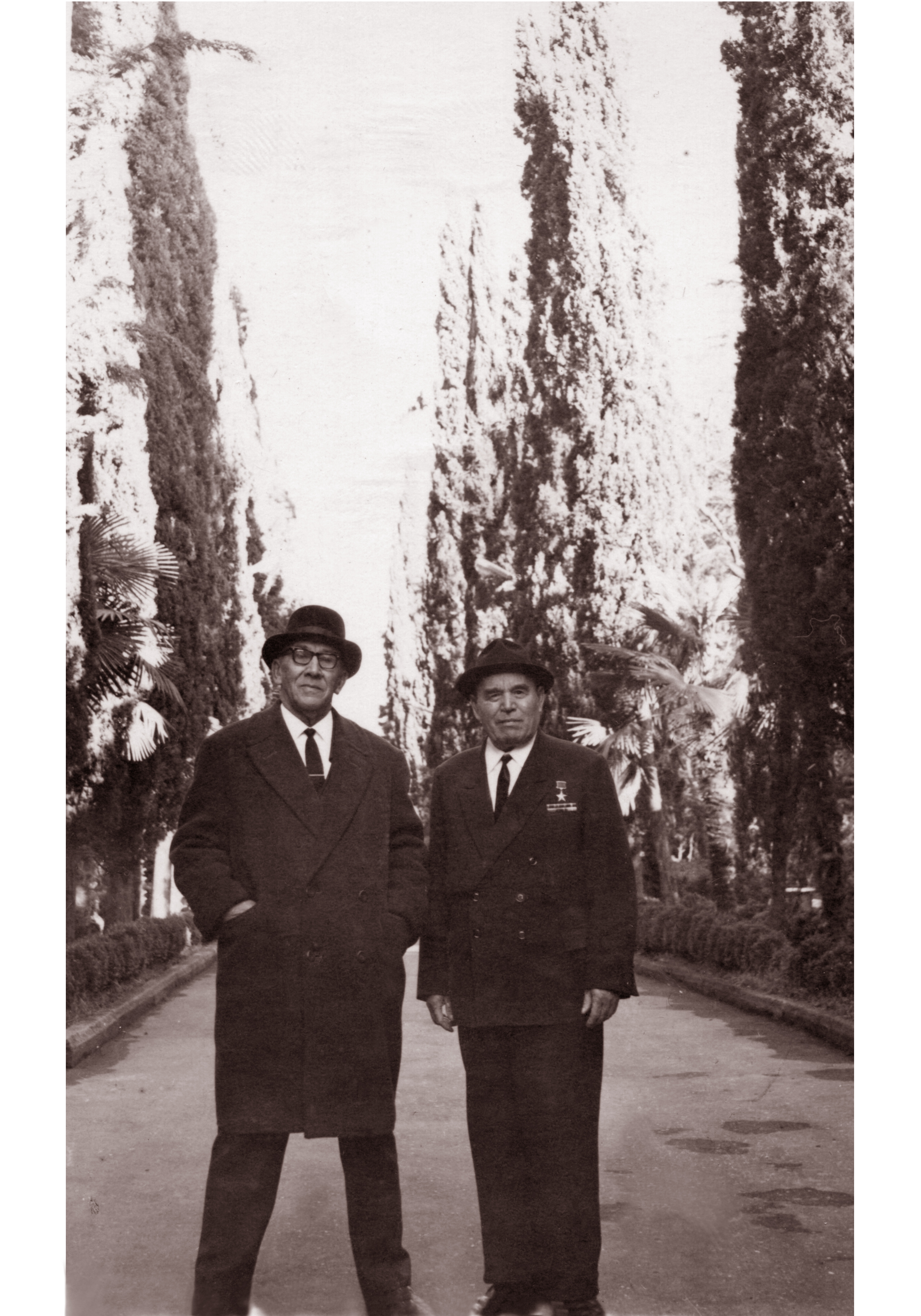
П. И. Воскресенский с героем Брестской крепости П. М. Гавриловым, декабрь 1969 года

В июле 1947 г., после расформирования 9-й механизированной армии, а вместе с ней и 20-й механизированной дивизии на территории Румынии, был направлен в Москву в распоряжение Главного Управления кадров. С августа по октябрь 1947 года находился в распоряжении Главкома Сухопутных войск (маршала И. С. Конева). 20 октября 1947 года был назначен Начальником Свердловского военно-пехотного училища (Уральский военный округ, командующий — маршал Г. К. Жуков).
С октября 1949 года по январь 1956 года являлся Начальником Томского военного пехотного училища (передислоцированное и переименованное Свердловское пехотное училище), город Томск, Западно-Сибирский военный округ и начальником Томского гарнизона. Внёс большой вклад в дело подготовки офицерских кадров для Советской Армии.
С 2 февраля 1956 года находился в запасе, однако принимал активное участие в общественно-политической жизни города, военно-патриотическом воспитании молодёжи, являлся депутатом Томского горсовета. Ушёл из жизни 23 мая 1972 года в Томске, захоронен там же.

## Память
Памятник «От Министерства Обороны за заслуги перед Вооружёнными силами СССР» установлен на Северном кладбище г. Томска с участием Томского и Свердловского военкоматов.
Документальный фильм о Павле Ивановиче Воскресенском «Три войны генерала Воскресенского», режиссёр Мария Аристова — Творческое объединение «VERA» — Иркутск, 2020.

## Звания
В период Первой мировой войны: с мая 1915 г. — юнкер, с октября 1915 г. — прапорщик, с февраля 1916 г. — подпоручик, с июня 1916 г. — поручик, с декабря 1916 г. — штабс-капитан. С 17 февраля 1936 года — полковник. В период Великой Отечественной войны, с 19 апреля 1945 г., — гвардии генерал-майор.

## Награды
Орден Ленина, три Ордена Красного Знамени, Орден Красной Звезды, Орден «Легион почёта», Орден Святого Станислава, Юбилейная медаль «XX лет Рабоче-Крестьянской Красной Армии», Медаль «За оборону Кавказа», Медаль «За взятие Будапешта», Медаль  «За победу над Германией в Великой Отечественной войне 1941—1945 гг.», Юбилейная медаль «30 лет Советской Армии и Флота», Юбилейная медаль  «Двадцать лет Победы в Великой Отечественной войне 1941—1945 гг.», Юбилейная медаль «50 лет Вооружённых Сил СССР», Знак «25 лет победы в Великой Отечественной войне», Медаль «За воинскую доблесть. В ознаменование 100-летия со дня рождения Владимира Ильича Ленина».

## Семья

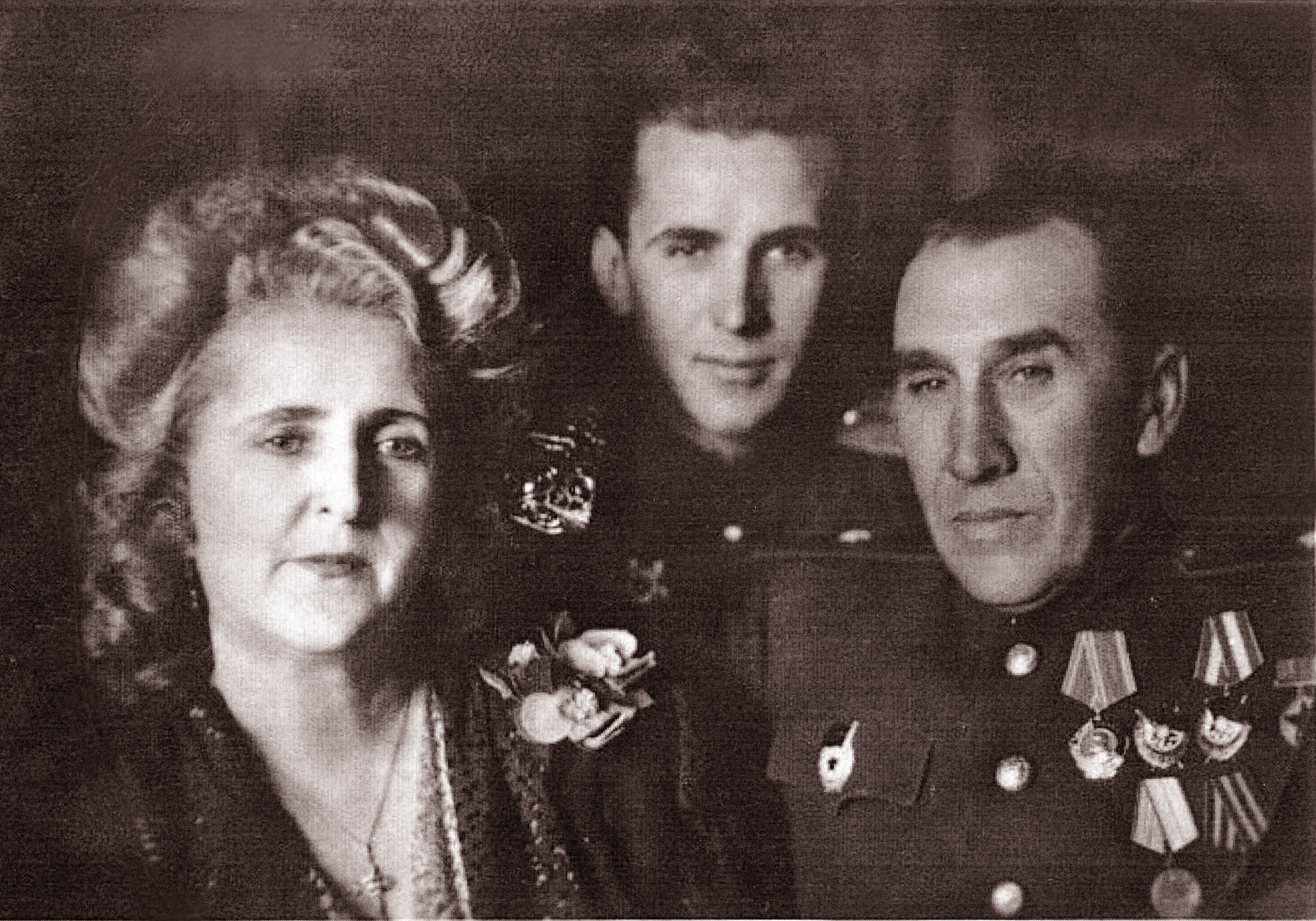
Павел Иванович Воскресенский с женой и сыном, 1947 г., Свердловск

Жена: Воскресенская Лариса Никитична, урождённая Михайлова, уроженка Санкт-Петербурга (26.03.1898—01.07.1976) В составе штаба дивизии прошла вместе с мужем всю Гражданскую войну. Сын: Воскресенский Олег Павлович (17.11.1923—11.12.1987), выпускник 1-го Киевского артиллерийского училища им. С. М. Кирова, командир огневого взвода 69-й гвардейской стрелковой Звенигородской Краснознамённой дивизии, гвардии старший лейтенант. Прошёл вместе с отцом всю Великую Отечественную войну. Внучка: Воскресенская Ольга Олеговна.